# Christoph Martin von Degenfeld-Schonburg

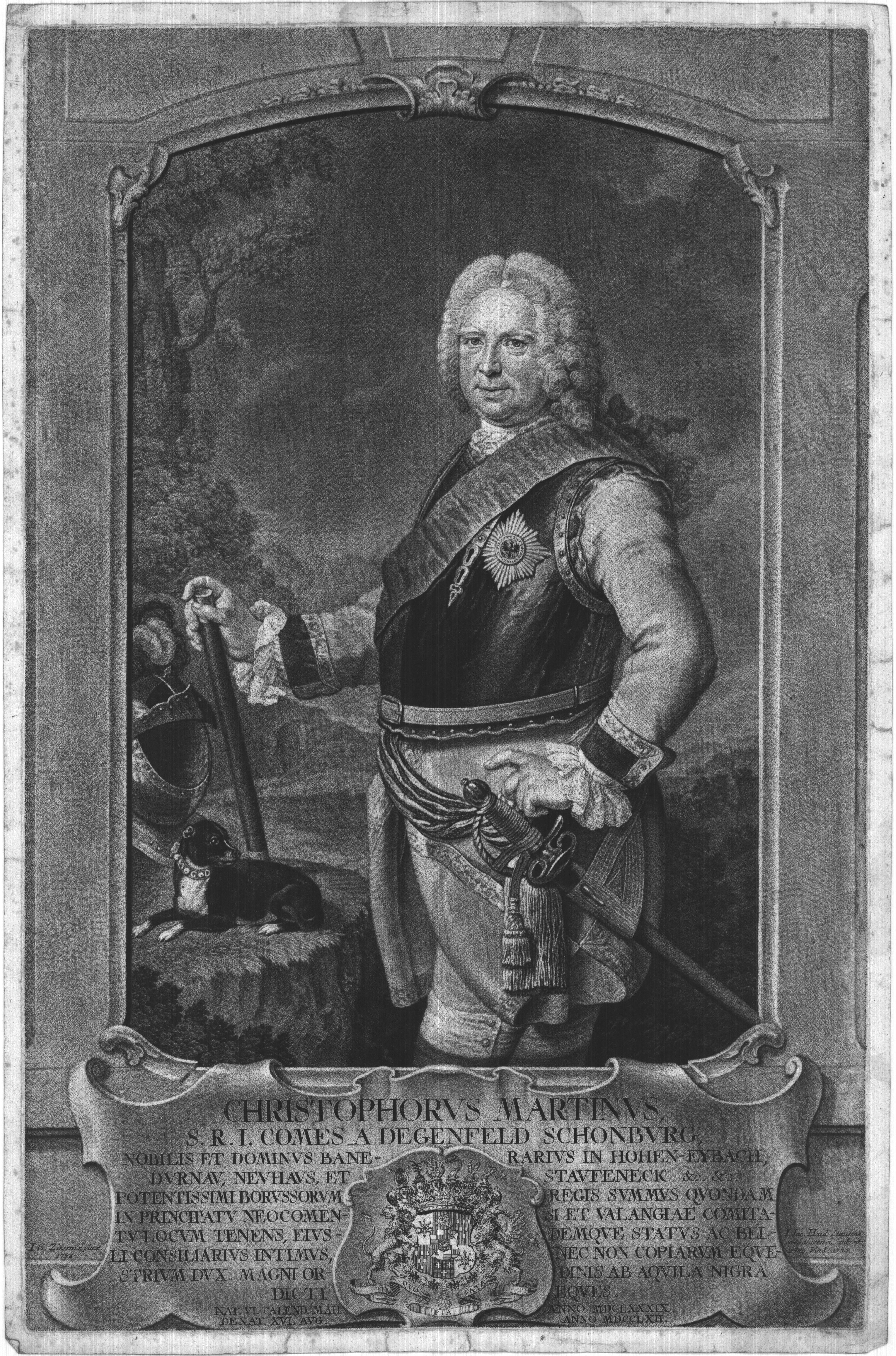
Christoph Martin von Degenfeld (1689–1762)
Stich von Johann Jacob Haid

Graf Christoph Martin von Degenfeld (ab 1719 Degenfeld-Schomberg) (* 26. April 1689 in Frankfurt am Main; † 16. August 1762 ebenda) war königlich preußischer General, Diplomat sowie wirklicher Staats- und Kriegs-Minister. Er war ein Sohn des Kurpfälzischen Geheimen Raths Freiherr Maximilian von Degenfeld und dessen zweiter Frau Margaretha Helene von Canstein.

## Abstammung und Herkunft
Er entstammte dem Adelsgeschlecht der Freiherren von Degenfeld. Sein Vater Maximilian von Degenfeld (* 16. September 1645; † 15. Dezember 1697), ein Sohn des Generals Christoph Martin von Degenfeld (1599–1653), war ein Bruder des Ferdinand von Degenfeld (1629–1710), kurpfälzischer Kriegsrat bzw. Landesstatthalter, und von Marie Luise von Degenfeld (1634–1677), Raugräfin und morganatische Gattin des Pfälzer Kurfürsten Karl I. Ludwig. Durch die hohe Stellung der Geschwister in der kurpfälzischen Hofgesellschaft avancierte Maximilian von Degenfeld 1672 zum Kammerherrn, Oberstleutnant der kurfürstlichen Leibgarde, Oberamtmann von Neustadt an der Haardt (heute Neustadt an der Weinstraße) und Administrator (Verwalter des Klostergutes) der aufgelösten Abtei Limburg. In erster Ehe war er mit Amalia von Landas (1647–1683) vermählt, der er in der Stiftskirche Neustadt einen noch erhaltenen Grabstein setzen ließ. In zweiter Ehe heiratete er Margaretha Helene von Canstein (* 17. März 1665; † 1. Februar 1746).

## Leben und Wirken
Christoph Martin entstammte der zweiten Ehe seines Vaters. Er begann seine Karriere in kurpfälzischen Diensten, wechselte zur katholischen Religion und wieder zurück zur evangelischen. Am 13. April 1716 wurde er von Kaiser Karl VI. in den Reichsgrafenstand erhoben. 1717 heiratete er Maria, die vermögende jüngste Tochter des Generals Meinhard von Schomberg, und verschmolz die Namen nach dem Tod des General. Er wurde 1722 General-Major der Kavallerie und Minister in den Rhein- und Schwäbischen Kreisen. Am 23. Januar 1730 wurde er wirklicher Staats- und Kriegs-Minister, im Oktober 1732 General-Leutnant und Ritter des Schwarzen Adlerordens. Als am 6. Februar 1733 Marias Tante Luise Raugräfin zu Pfalz starb, erbte sie deren großes Vermögen und das Paar zog nach Frankfurt. 1733 wurde er Gesandter am Hof von St. James in London. Er wohnte später wieder in Frankfurt am Main, wo er am 16. August 1762 starb.

## Familienverhältnisse
Er war seit 1717 Schwiegersohn des 1689 in englische Dienste getretenen Kurbrandenburgischen Generals der Kavallerie, Graf Meinhard von Schomberg (ältester Sohn des Herzogs Friedrich von Schomberg). Er heiratete dessen jüngste Tochter Maria (* 16. März 1692; † 29. April 1762). Das Paar hatte folgende Kinder:
- Wilhelmina Helena Louise   (* 15. November 1717; † 19. März 1718)
- Elisabeth Dorothea (* 12. Dezember 1718; † 8. Februar 1771 in Friedelsheim) ⚭ Carl Graf von Wiser (Siegelsbacher Linie, † 1770),[1] Sohn des Franz Joseph von Wiser (1679–1755)
- Maria   (* 17. November 1720; † 16. Dezember 1720)
- Friedrich Christoph  (* 1721; † 10. März 1781 in Wien) Generalmajor, ⚭ Gräfin Luise Susanna von Nassau-la Lecq (auch: de Lek) (* 13. Oktober 1726; † 2. August 1803)
- Friederike Sophia  (* 5. April 1723; † 7. Dezember 1789) ⚭ Graf Heinrich von Bünau (1720–1784)
- Max Christoph (* 10. Dezember 1725; † 31. Dezember 1725)
- Margaretha Amalia (* 11. Dezember 1727; † 1790) ⚭ 1753 Karl Reinhard Röder von Schwerde († 1788)
- August Christoph (* 21. März 1730; † 17. April 1814)
 ⚭ Elisabeth Louise von Racknitz auf Pernegg (1732–1757)
 ⚭ 1762 Friederike Helene Elise von Riedesel zu Eisenbach (* 14. August 1742: † 3. August 1811)
- Friedrich Wilhelm Christian (* 26. Junli 1732; † 20. Dezember 1743)

Die Cousine Christoph Martins von Degenfeld-Schonburg war Luise Raugräfin zu Pfalz (1661–1733), Kurfürstentochter und Brief-Korrespondenzpartnerin ihrer Halbschwester Liselotte von der Pfalz (1652–1722).